# بيت احمدمحمد (عبس)

تعديل مصدري - تعديل

بيت احمدمحمد هي إحدى قرى عزلة بني حسن بمديرية عبس التابعة لمحافظة حجة، بلغ تعداد سكانها 64 نسمة حسب تعداد اليمن لعام 2004.